# Liste des lacs aux Seychelles
La Liste des lacs aux Seychelles répertorie la liste non exhaustive des lacs en République des Seychelles.

## Lacs notoires et catégories de lacs présents dans le pays
La république de Seychelles est un archipel de 115 îles, très tributaires du tourisme et de la pêche a deux lacs de barrage à savoir la gogue et rochon.